# Magyar tisztek a színes ezredekben
Az amerikai polgárháború (1861-1865) idején Abraham Lincoln elnök 1863 január 1-én kiadta az Emancipációs Nyilatkozatot, amelynek értelmében a Konföderáció északiak által elfoglalt területein a rabszolgákat fel kell szabadítani, pár hónap múltán megkezdődött a színes ezredek szervezése, kiképzése és bevetése a Konföderáció ellen. 175 ezredben 178 ezer főnyi szabad fekete és volt rabszolga harcolt, 1865-re már a Unió hadseregének tíz százalékát tették ki, komoly szerepet játszottak a polgárháború kimenetelének eldöntésében. A Kossuth-emigráció tagjai is részt vettek színes ezredek kiképzésében, vezetésében:
1. Asbóth Sándor
2. Csermelyi József
3. Dobozy Péter Pál
4. Kappner Ignác
5. Mayer Elemér
6. Ruttkay Albert
7. Toplányi Sándor
8. Vöneki Lajos
9. Zimándy Antal
10. Zsulavszky Emil
11. Zsulavszky László
12. Zsulavszky Zsigmond